# Pipeclay National Park
Pipeclay National Park är en park i Australien. Den ligger i delstaten Queensland, omkring 160 kilometer norr om delstatshuvudstaden Brisbane.
Runt Pipeclay National Park är det mycket glesbefolkat, med 6 invånare per kvadratkilometer.. Närmaste större samhälle är Rainbow Beach, omkring 12 kilometer nordost om Pipeclay National Park.
I omgivningarna runt Pipeclay National Park växer i huvudsak städsegrön lövskog. Genomsnittlig årsnederbörd är 1 898 millimeter. Den regnigaste månaden är januari, med i genomsnitt 360 mm nederbörd, och den torraste är september, med 41 mm nederbörd.